# Libro de texto abierto
Los libros de texto en abierto son libros que han sido creados y publicados, digital o físicamente, bajo una licencia abierta de derechos de autor, como pueden ser las licencias Creative Commons o una Licencia Pública General de GNU.
Su fin es poder ser utilizados en cursos virtuales, a distancia o editado por los estudiantes de manera gratuita. Este tipo de licencias no sustituyen los derechos de autor sino que están basadas en ellos.

## Definición y características
Estos libros son documentos virtuales compuestos de fragmentos que pueden ser ensamblados para constituir documentos reales que pueden ser leídos o impresos, o hipertextos que pueden leerse mediante la navegación. Además, pueden tener contenido multimedia (vídeos, audio, animaciones, contenido y aplicaciones interactivas 3D) y la posibilidad de ser actualizados con la frecuencia necesaria
Estos libros se encuentran dentro de los llamados recursos educativos abiertos (REA), es decir, son un tipo de estos recursos. Podemos decir que tanto los libros como todos los recursos en abierto eliminan las barreras, hacen que el conocimiento llegue a más personas, además nos permite el poder usar y reutilizar. Por lo tanto, una de sus principales características es que son digitales, lo podemos encontrar en línea, no tienen ningún coste y tienen una serie de derechos los cuales hacen que estén libres de restricciones.
Son libros actualizados, debido a su formato digital, permite editar errores y publicarlos en el mercado de manera más rápida.
Dan una respuesta a las nuevas necesidades de encontrar materiales de enseñanza-aprendizaje de buena calidad. La proliferación e implantación de tecnología digital, (tablets, teléfonos móviles, libros electrónicos) y la denominada sociedad de la información, ha permitido el desarrollo que afianza el uso de estos libros.
El aumento de las publicaciones digitales, ha permitido el acceso a una mayor cantidad de información de calidad, que repercute directamente en la creación y crecimiento de más libros en abierto.

## Importancia
Los libros de texto abierto representan la posibilidad de acceder a materiales educativos de alta calidad.
En relación con el alumnado, estos libros denominados libros de texto abierto conllevan a un ahorro para la educación de los alumnos, ya que muchos de ellos no pueden permitirse el coste de los libros tradicionales. Permite una relación entre el texto y los alumnos, puesto que ellos mismos pueden editar o crear esos libros o textos, convirtiéndose en los autores.
En cuanto a los docentes, este tipo de recursos les lleva a la creación de diversos tipos de actividades, así como de diferentes maneras de impartir sus clases.
Por el lado de las instituciones educativas, un estudio de investigación realizado por la Universidad de Dakota del Norte en 2019, reveló que no hay diferencia en la eficacia del aprendizaje entre los libros de texto abiertos y los libros de texto comerciales en sus programas postsecundarios; sin embargo, la tasa de abandono de los cursos con libro de texto abiertos fue menor que con la de los libros de texto comerciales.

## Marco legal
La utilización de los libros de texto abiertos ha desembocado en la necesidad de crear un marco legal relacionado con su aplicación. Se han creado diferentes políticas de acceso abierto a nivel nacional, europeo e internacional con el fin de regular esta nueva modalidad editorial. Coordinar la cesión de derechos de propiedad intelectual (y los derechos de publicación de textos) conlleva una gran dificultad. Es por eso que, a la hora de ofrecer libros de texto abiertos, los creadores deben conocer la Ley de Propiedad Intelectual y las licencias Creative Commons para gestionar el uso de sus publicaciones.
En la última década se han ido creando nuevos decretos y leyes que fomentan el acceso libre y gratuito a los libros de texto para fomentar una educación más democrática y accesible. En 2002 se declararon acuerdos iniciales sobre las políticas de libros de acceso abierto en la Budapest Open Access Initiative, haciendo especial hincapié en que las investigaciones realizadas con financiación pública debían compartir sus publicaciones de forma gratuita en Internet. A esta declaración le siguen otras dos de igual importancia la Bethesda Statement on Open Access Publishing y la Berlin Declaration on Open Access to Knowledge in the Sciences and Humanities.
Los gobiernos de algunos países como los EE. UU., Canadá y el Reino Unido están exigiendo que todas las investigaciones publicadas que hayan sido subsidiadas con fondos del gobierno deban estar accesibles en un formato digital y abierto. En Canadá, el ministro de Estado de Ciencia y Tecnología anunció (27 de febrero de 2015) que la agencia tripartita de políticas para las publicaciones abiertas y de libre acceso, exige que todas las publicaciones, en revistas revisadas por pares financiados por una de las tres agencias federales, estén disponibles en línea y sean de libre acceso dentro de los 12 meses. También en Canadá, las decisiones del Tribunal Supremo y la nueva legislación de 2014 indican que es mucho más fácil tener acceso y utilizar de manera gratuita los materiales en línea con fines educativos, aunque todavía hay algunas restricciones.

## Diferencias con el libro de texto tradicional
Aunque este tipo de recurso tiene como base su antecesor el libro de texto impreso, existen numerosas diferencias entre ellos. Las más destacables son:
- Los permisos de autor. Los libros de texto físico están protegidos por el derecho de autor y por lo tanto no pueden adaptarse o distribuirse libremente, mientras que la licencia bajo la que están publicados los libros de texto abiertos, permite un uso libre del material, siempre y cuando se indique la fuente de origen.[16]
- El formato. Los libros abiertos son más dinámicos, permitiendo la navegación y el acceso directo a los diferentes apartados a través de un hipervínculo.[17]
- La facilidad de personalización. Con los libros de texto físico los docentes deben adaptarse a las publicaciones de las editoriales y ceñirse a estos contenidos. Mientras que en el caso del libro abierto, pueden ser ellos mismos quienes seleccionen el material que consideren más apropiado para el contexto y diversidad con la que están trabajando y crear su propio libro con unos contenidos y actividades más específicas.[18]
- La accesibilidad. En el caso del libro abierto se puede acceder a él en cualquier momento o lugar. Mientras que con el libro de texto tradicional es necesario tenerlo de forma física y además esto supone un extra de volumen cuando son diferentes libros los que se necesita utilizar.[19]
- El factor económico. El libro en formato impreso suele tener un coste bastante elevado, frente el coste cero o muy bajo del libro de texto abierto. Ya sea a la hora de adquirir el libro, como de su actualización y necesidad de reeditar. Son costes innecesarios que en el caso del libro abierto no se producen.[17]
- La cadena de suministro. En el caso del libro comercial, el autor envía el libro a la editora, luego a la imprenta y posteriormente pasa a una distribuidora para ser enviados a: librerías, mayoristas, detallistas, instituciones y finalmente puedan ser vendidos a los consumidores finales.[20] En el concepto abierto, cualquier persona por sí misma o con ayuda de terceros, puede editar, publicar y distribuir su creación con una licencia abierta.[21] Organizaciones como Openstax proveen la infraestructura y recursos para editar, publicar y distribuir el libro de texto abierto.[22]

## Catálogos Libros de Texto Abierto
Existen varias iniciativas que recopilan gran cantidad de libros en abierto. Los podemos encontrar tanto para educación superior, como para educación media, como por ejemplo:
- Educación Superior

1. Boundless: ofrece libros en abierto en veintidós categorías diferentes[25]
2. Openstax: publica libros en abierto generalmente dedicados a las ciencias.[26]
3. Fundación Saylor: cuenta con una biblioteca de diversos temas como ciencias sociales, comunicación o matemáticas.[27]

- Educación Media

1. Fundación CK12: cuentan con un catálogo de libros en abierto en asignaturas como ciencias, tecnología o inglés separados por grados.[28]
2. OER Commons: contiene libros de texto en abierto en doce asignaturas en niveles desde preescolar a estudios pos-universitarios.[29]
3. Proyecto libro de texto abierto de Utah: cuenta con libros en abierto en ciencias, matemáticas, inglés y aplicación de ley y justicia penal.[30]

Las grandes plataformas como Wikipedia o Amazon también se han unido al fomento de los recursos de educación abierta. Wikipedia ha creado un catálogo llamado Wikibooks, donde se puede encontrar un gran repertorio de libros gratuitos y Amazon, por su parte, ha creado Create Space, donde es posible imprimir libros por un bajo precio.
Dos defensores y partidarios muy notables de los libros de texto abiertos y de los proyectos de educación abierta relacionados con ellos son la William and Flora Hewlett Foundation y la Fundación Bill y Melinda Gates.

## Uso de los libros abiertos
En España se realizó una encuesta en 2016 destinada a analizar el porcentaje de publicaciones digitales llevadas a cabo por las editoriales universitarias. En dicho estudio se constató que un tercio de la producción editorial se publica en formato digital, siendo un 12 % del total exclusivamente en este formato.
Según los datos analizados en un estudio realizado en 143 editoriales latinoamericanas en 2017 se comprobó que el 60% publicó libros abiertos, de las cuales solo 16 de ellas publicaron en 2016 más obras en formato digital que en papel. Los principales obstáculos a los que se enfrenta el desarrollo de libros de acceso abierto en América Latina serían principalmente la falta de políticas institucionales que promuevan esta práctica; el desconocimiento dentro del sector de lo que es y supone un libro abierto y la desconfianza de los autores a la hora de publicar en abierto.

## Ventajas de su uso
Las ventajas metodológicas que ofrece el libro en abierto frente al convencional son las siguientes:
- El libro abierto emplea una metodología motivadora entre su alumnado, ya que este permite acceder a diferentes formas de aprendizaje a la hora de adquirir los contenidos. Al hacerles partícipe de ello, adquieren un aprendizaje significativo.[11]
- Permite la autocorrección de los ejercicios. Estas actividades dan la oportunidad de volver a realizarlas y así ir mejorando.[11]
- La carga física es menor, ya que solo ocupa un bulto frente a los diversos libros que tradicionalmente se han cargado.[11]
- Facilita la comprensión de diversos conceptos a través de su contenido audiovisual o interactivo.[37]
- Aumentan la interacción entre el alumno, docente, el contenido, y su aplicación al entorno - Se puede adaptar a las necesidades y características de los alumnos.[38]
- Permite la consulta en cualquier momento y lugar, con o sin conexión a Internet.[39]
- Supone un coste inferior que los libros de texto tradicionales, ayudando así a la economía del alumno.[40]
- Gracias a los recursos de calidad que ofrecen, los alumnos no necesitan buscar en Internet. Esto disminuye el riesgo de distracciones en la red y con ello la preocupación del profesor.[41]
- El libro de texto abierto tiene un potencial de transformación pedagógica ya que es flexible y los profesores pueden crear y modificar sus propias versiones.[42]
- Son fácilmente actualizables.[43]
- Su reducido o inexistente coste en comparación con el libro de texto tradicional, propicia que la mayoría de facultades universitarias sugieran a sus estudiantes esta alternativa en detrimento del libro de texto tradicional. Puede ser adquirido a un bajo coste o incluso puede ser descargado de forma gratuita. Como ejemplo, en la Universidad de Rice, casi 3 millones de estudiantes están ahorrando unos 233 millones de dólares este año al usar libros de texto gratuitos de OpenStax.[44]
- Diferentes estudios corroboran su eficiencia por encima de los libros de texto tradicionales. Pudiendo obtener los estudiantes que usaron el libro de texto abierto, una nota superior, con respecto a los estudiantes que utilizaron el libro de texto tradicional.[45]
- Aumenta la retroalimentación entre profesores y estudiantes ya que ellos mismos se convierten en generadores de contenido.[16]
- Permite el aprendizaje electrónico móvil.[46]

- El hecho de evitar al alumnado llevar consigo el peso correspondiente a cada uno de los libros demandados por el profesor, puede evitar posibles lesiones ocasionadas por ello en los alumnos.[39]
- Los libros de texto abiertos digitales, permiten frente a metodologías tradicionales, introducir en sus explicaciones, posibles vídeos, entrevistas… que faciliten el aprendizaje del alumnado y faciliten las explicaciones a los docentes.[41]
- Pueden adaptarse a las necesidades del alumnado, debido a que pueden editarse fácilmente y en cualquier momento, lo cual hace posible una educación individualizada.[37]
- Debido a su capacidad de ser editado, el docente no tiene por qué seguir el orden que le marcaría un libro de texto tradicional, por lo que podría amoldarse a las necesidades del curso, clase, alumnos.[42]

## Desventajas de su uso
A diferencia de los libros abiertos, detrás del modelo tradicional hay una gran amplitud de editoriales las cuales se encargan de ofrecer calidad y disponibilidad de los textos escritos. Por otro lado, los libros abiertos no tienen una estructura fija, creando así la duda sobre su precisión y la fiabilidad de los contenidos. Al carecer la aprobación de una de las editoriales tradicionales, un libro abierto puede dar la imagen de que no es tan válido como otro libro impreso que sí la tenga.
Todo ello supone un trabajo extra para el docente, puesto que deberá cerciorarse de que el texto en cuestión esté completo, sea exacto y adecuado dependiendo de las necesidades de los alumnos. Los autores de los diversos libros abiertos, pueden ser reacios a la hora de crear libros de texto, puesto a que a pesar del respaldo de las editoriales con ilustradores, o dándoles una indemnización asegurada, no reciben esa misma ayuda de cara a las resoluciones de problemas de código de autor.
Además, esta herramienta también cuenta con otras desventajas o inconvenientes como:
- Se necesita dispositivo electrónico para acceder a ello y se pueden tener problemas de conectividad.[47]
- La resistencia al cambio de un determinado número de usuarios, sobre todo los de más edad.[48]
- Usuarios que no manejan bien la tecnología.[49]
- Aumento de problemas oculares relacionado con el uso de pantallas, como la ametropía.[50]
- En ocasiones resulta complejo encontrar libros de texto abierto disponibles para determinados cursos o disciplinas, esto obstaculiza la difusión de estos recursos abiertos entre instituciones educativas superiores.[51]
- Es posible encontrar libros de texto abierto con todo el contenido escrito necesario para un curso o programa, pero que no cuentan con ilustraciones, gráficos o tablas de información necesarias para favorecer la comprensión de los estudiantes en su lectura. Este inconveniente no lo presentan los libros de texto tradicionales, por estar sometidos a una mayor supervisión y exposición.[51]
- A pesar de que la aparición de recursos educativos abiertos en general, incluyendo libros de texto abierto, está experimentando un crecimiento significativo en los últimos años. Muchos profesores y docentes manifiestan su imposibilidad de evaluar de forma fidedigna la calidad de estos recursos, y por tanto existe escepticismo a la hora de utilizarlos e incorporarlos al plan educativo de cualquier asignatura.[52]
- Es un hecho, que a pesar de la aparición constante de nuevos libros de texto abierto, la realidad es que gran parte de estos recursos educativos no alcanzan los requisitos de calidad para ser adoptados en un entorno educativo formal. Algunas instituciones afirman que el tiempo invertido en la búsqueda de material en internet, puede resultar un desperdicio a largo plazo, por lo que en ocasiones se desecha de inmediato la búsqueda de recursos educativos abiertos.[52]
- Dificultad por parte de algunos alumnos de asimilar los contenidos en herramientas digitales frente a las metodologías tradicionales.[48]
- Necesita de un trabajo continuo e implicación por parte del docente y el alumnado, lo cual en ocasiones puede resultar un problema.[52]

## Análisis y origen
Los recursos de educación abierta, son usados normalmente en los programas de educación a distancia de forma complementaria con materiales protegidos por derechos de autor. De este modo, los libros abiertos pueden ser usados en el aula para reemplazar los libros tradicionales.
La educación ha evolucionado lenta respecto a su respuesta al libro abierto, este retraso se debe en parte, a la elección de los libros de texto los cuales son lentos y burocráticos. Como el presupuesto de la educación pública es más limitado que el de la privada, los recursos abiertos se han convertido en un tema muy mencionado en la educación por ser una fuente importante de ahorro.
Esto nos lleva a analizar el OpenCourseWare (OCW) en relación con el conocimiento abierto, el cual nos ayuda en el uso de la información a la hora de adquirir conocimientos. Los Recursos Educativos Abiertos (OER), deben incluir un curso así, y además hacer que los recursos abiertos sean accesibles a cualquier nivel.
Los libros de texto abiertos, ofrecen además nuevos modelos de enseñanza representado una nueva forma de publicación, que posibilita grandes ahorros en los costes para los estudiantes y disminuyendo así las barreras económicas en la educación. Debido a la incorporación de nuevas prácticas, teorías, las licencias abiertas, las diferentes plataformas de aprendizaje, así como, la cooperación y las relaciones entre las distintas instituciones del ámbito educativo y las empresas editoriales, se ha dado lugar a un nuevo escenario de publicación desbancando al anterior.
Polonia es pionera en crear una iniciativa sobre los libros de texto abiertos. El primer libro de texto abierto se creó en 2014 para el primer curso básico y en 2015 se liberaron otros 18 textos escolares abiertos a través de una plataforma digital.
Muchos colegios e institutos trabajan con materiales concentrados en servidores, como el de Google. Profesores de algunos centros educativos llevan a cabo proyectos de trabajo donde el libro de texto en abierto es un recurso más, no una guía a seguir.
Cada vez con más asiduidad, los estudiantes se encuentran más involucrados tanto en la selección y la construcción de sus propios materiales para alcanzar un aprendizaje efectivo y a los docentes les resulta más fácil elegir los recursos necesarios para potenciar el aprendizaje individualizado, obteniendo más facilidades a la hora de realizar una selección adecuada y adaptarlos a las necesidades de sus alumnos y a su aula.
Para estudiar y valorar los impactos que causan los libros de texto en abierto en diferentes etapas educativas, el Grupo Educación Abierta utiliza el modelo COUP desarrollado por David Wiley, este modelo crea un marco global que permite analizar de forma empírica y rigurosa el impacto práctico de estos recursos en la vida de las personas a través de un análisis e interpretación del ahorro de costes, mejoras en los resultados de aprendizaje de los estudiantes, el uso que le dan tanto profesores como alumnos y las percepciones que se tienen tras su uso.
El impacto positivo que proporcionan los libros en abierto, tiene especial relevancia en países en vías de desarrollo suponiendo principalmente un ahorro económico así como una efectividad a largo plazo, donde tanto el estudiante como el docente se benefician de un aprendizaje novedoso que les permite adoptar nuevas metodologías.
El gobierno de Argentina lanzó el Libro Abierto del Futuro, una publicación que estará en construcción permanente, donde los autores se irán sumando en forma periódica para reflexionar y proponer nuevas políticas para la Argentina de mediano y largo plazo, abordando de forma interdisciplinaria diferentes miradas en torno a los desafíos del país y el mundo pospandemia COVID-19. Comprendido dentro del proyecto Argentina Futura, la iniciativa estará conformada por 4 publicaciones en las cuales intervendrán autores locales e internacionales. La primera parte ya puede descargarse, mientras que el resto se pondrán a disposición de forma libre y gratuita a medida que vayan saliendo.

## Funcionamiento
Las personas las cuales crean o participan en la utilización de los libros de texto son mayoritariamente motivados por la razón de que el contenido, particularmente, va dirigido para los propósitos educativos, y este tiene que ser abierto.
Estos recursos son creados por autores, ilustradores y editores, los cuales son compensados económicamente o beneficiados por el departamento correspondiente o son apoyados a través de ayudas. Estas fundaciones cooperan a la creación de texto.
La elaboración de estos libros puede ayudar a ganar prestigio y valor en sus carreras laborales a aquellos que los producen. 
En varias ocasiones, esta remuneración es causada por la publicidad, ya que los estudiantes ocasionalmente compensan económicamente por el uso de los textos abiertos. Solamente hay cargos si decides imprimirlo o descargarlo en algún formato digital concreto. Estos gastos siguen siendo menos que la compra de un libro tradicional.
Finalmente, en su práctica en el aula, numerosos recursos de aprendizaje abiertos ofrecen la posibilidad de ser cambiados por quien los utiliza, como por ejemplo: aquellos los cuales usan tecnologías wiki.

## Libro abierto en la educación
El libro de texto abierto y su publicación abre nuevos caminos de participación para sus creadores, ya que estos tienen no solo la posibilidad de participar en aquellas páginas las cuales disponen de licencias abiertas, sino también, pueden unirse a ellas.
Estos autores, ilustradores y editores no solo tienen la oportunidad de escribir un libro entero, sino que pueden participar en añadir: ensayos, audios, videos, animaciones u otras actividades.
Así pues, no dependen mayoritariamente de un texto entero, sino que los autores pueden escoger los contenidos para la realización de sus cursos teniendo en cuenta de las necesidades e intereses de su alumnado, así como utilizar diferentes contenidos para la elaboración de los cursos.
Asimismo, pueden animar y motivar al alumnado a dar un paso más. Dejar atrás la consumición pasiva, animando a crear sus textos, de una forma activa y creativa.
Otra manera de llevarlos a cabo, es invitar al alumnado a que los puedan utilizar en sus trabajos, proyectos o investigaciones, lo cual les permite familiarizarse con las bibliotecas virtuales, y así poder realizar entre todos ellos otra actividad que podría ser la realización de una biblioteca de libros de texto abierto.
Todos estos aspectos subrayan con potencia un factor clave del libro abierto en la educación: la democratización de los contenidos. Con su creación, difusión y uso, la comunidad educativa podrá multiplicar los enfoques de un mismo tema y a conocer las diferentes perspectivas que puede tener un mismo hecho, lo que incrementa de manera exponencial las ventajas que comporta el uso de esta tecnología
El libro abierto en la educación tendrá sentido cuando su contenido esté alojado en la red, ya que su razón de ser es más un espacio de comunicación entre autores y lectores que un producto en sí mismo. Además, las innumerables oportunidades que ofrecen las aplicaciones en red permiten la posibilidad de que lectores, estudiantes, docentes e instituciones con intereses e inquietudes comunes puedan encontrarse y retroalimentarse, favoreciendo un tipo de aprendizaje colaborativo muy en línea a la tecnología del siglo XXI. A pesar de todo, su carácter universal le obligaría a que el material pudiera ser leído y consultado a pesar de no tener conexión a internet (offline)